# Vladímir Ossokin
Vladímir Iúrievitx Ossokin (en rus Владимир Юрьевич Осокин) (Leningrad, 8 de gener de 1954) fou un ciclista soviètic, que combinà tant la ruta com la pista encara que va ser en aquesta modalitat on va obtenir majors èxits.
En el seu palmarès destaquen dues medalles aconseguides als Jocs Olímpics de Mont-real i Moscou. També va guanyar 4 medalles als Campionats del Món en pista, totes elles de plata.

## Palmarès en pista
- 1972
  -  Campió de la Unió Soviètica en persecució
- 1973
  -  Campió de la Unió Soviètica en persecució
- 1974
  -  Campió de la Unió Soviètica en persecució per equips
- 1976
  -  Medalla de plata als Jocs Olímpics de Mont-real en la prova de persecució per equips, amb Viktor Sokolov, Aleksandr Perov i Vitaly Petrakov
  -  Campió de la Unió Soviètica en persecució
  -  Campió de la Unió Soviètica en persecució per equips
- 1978
  -  Campió de la Unió Soviètica en persecució per equips
- 1980
  -  Medalla d'or als Jocs Olímpics de Moscou en la prova de persecució per equips, amb Valery Movchan, Víktor Manakov i Vitaly Petrakov

## Palmarès en ruta
- 1974
  - Vencedor d'una etapa a l'Olympia's Tour
- 1975
  - Vencedor de 2 etapes a la Ruban Granitier Breton
- 1976
  - 1r a la Volta a Turquia
  - Vencedor de 2 etapes a la Volta a Cuba
- 1977
  - Vencedor de 3 etapes a la Volta a Cuba
  - Vencedor de 2 etapes al Circuit de La Sarthe
  - Vencedor de 3 etapes a la Cursa de la Pau
- 1978
  - Vencedor d'una etapa a la Volta a Cuba